# Bikkia tetrandra
Espèce
Bikkia tetrandra est une espèce de plantes de la famille des Rubiaceae.

## Description

### Aspect général
Cette espèce se présente comme un arbrisseau buissonnant.

### Fleurs
Les fleurs sont tubulaires. Epanouies, elles se présentent comme un carré.

## Répartition
Cette espèce est présente en Nouvelle-Guinée, au Vanuatu, en Nouvelle-Calédonie et en Micronésie.

## Usages
Ses tiges s'enflamment facilement et peuvent être utilisées pour fabriquer des torches ou des bougies.

## Noms vernaculaires
Cette espèce est aussi désignée sous le nom de Bikkia carré en raison de la forme insolite de sa fleur.
Son usage en tant que torche lui valent également le nom vernaculaire anglais de Torchwood.

## Synonymes
Bikkia tetrandra a pour synonymes :
- Bikkia australis DC.
- Bikkia comptonii S.Moore
- Bikkia forsteriana Brongn.
- Bikkia grandiflora Reinw. ex Blume
- Bikkia hombroniana Brongn.
- Bikkia mariannensis Brongn.
- Bikkia tetrandra A.Gray
- Bikkiopsis comptonii (S.Moore) Baum.-Bod.
- Cormigonus mariannensis (Brongn.) W.Wight
- Cormigonus tetrandus (L.f.) Kuntze
- Hoffmannia amicorum Spreng.
- Petesia carnosa Hook. & Arn.
- Portlandia tetrandra L.f.
- Portlandia tetrandra G.Forst.